# Danh sách tiểu hành tinh: 27501–27600
| Tên              | Tên đầu tiên | Ngày phát hiện       | Nơi phát hiện | Người phát hiện             |
| ---------------- | ------------ | -------------------- | ------------- | --------------------------- |
| 27501 -          | 2000 GP135   | 8 tháng 4 năm 2000   | Socorro       | LINEAR                      |
| 27502 Stephbecca | 2000 GR137   | 3 tháng 4 năm 2000   | Anderson Mesa | L. H. Wasserman             |
| 27503 -          | 2000 GM140   | 4 tháng 4 năm 2000   | Anderson Mesa | LONEOS                      |
| 27504 -          | 2000 GK141   | 7 tháng 4 năm 2000   | Anderson Mesa | LONEOS                      |
| 27505 -          | 2000 GN141   | 7 tháng 4 năm 2000   | Anderson Mesa | LONEOS                      |
| 27506 -          | 2000 GQ141   | 7 tháng 4 năm 2000   | Anderson Mesa | LONEOS                      |
| 27507 -          | 2000 GS141   | 7 tháng 4 năm 2000   | Anderson Mesa | LONEOS                      |
| 27508 -          | 2000 GS142   | 7 tháng 4 năm 2000   | Anderson Mesa | LONEOS                      |
| 27509 -          | 2000 GB143   | 7 tháng 4 năm 2000   | Anderson Mesa | LONEOS                      |
| 27510 -          | 2000 GD143   | 7 tháng 4 năm 2000   | Anderson Mesa | LONEOS                      |
| 27511 -          | 2000 GD153   | 6 tháng 4 năm 2000   | Anderson Mesa | LONEOS                      |
| 27512 -          | 2000 GC167   | 4 tháng 4 năm 2000   | Socorro       | LINEAR                      |
| 27513 -          | 2000 GY169   | 4 tháng 4 năm 2000   | Anderson Mesa | LONEOS                      |
| 27514 Markov     | 2000 HM3     | 26 tháng 4 năm 2000  | Prescott      | P. G. Comba                 |
| 27515 -          | 2000 HM7     | 27 tháng 4 năm 2000  | Socorro       | LINEAR                      |
| 27516 -          | 2000 HN10    | 27 tháng 4 năm 2000  | Socorro       | LINEAR                      |
| 27517 -          | 2000 HD13    | 28 tháng 4 năm 2000  | Socorro       | LINEAR                      |
| 27518 -          | 2000 HE14    | 28 tháng 4 năm 2000  | Socorro       | LINEAR                      |
| 27519 -          | 2000 HV20    | 27 tháng 4 năm 2000  | Socorro       | LINEAR                      |
| 27520 -          | 2000 HL26    | 24 tháng 4 năm 2000  | Anderson Mesa | LONEOS                      |
| 27521 -          | 2000 HS26    | 24 tháng 4 năm 2000  | Anderson Mesa | LONEOS                      |
| 27522 -          | 2000 HF29    | 27 tháng 4 năm 2000  | Socorro       | LINEAR                      |
| 27523 -          | 2000 HC31    | 28 tháng 4 năm 2000  | Socorro       | LINEAR                      |
| 27524 -          | 2000 HZ33    | 25 tháng 4 năm 2000  | Anderson Mesa | LONEOS                      |
| 27525 Vartovka   | 2000 HZ34    | 29 tháng 4 năm 2000  | Ondřejov      | P. Pravec, P. Kušnirák      |
| 27526 -          | 2000 HP51    | 29 tháng 4 năm 2000  | Socorro       | LINEAR                      |
| 27527 -          | 2000 HL52    | 29 tháng 4 năm 2000  | Socorro       | LINEAR                      |
| 27528 -          | 2000 HS54    | 29 tháng 4 năm 2000  | Socorro       | LINEAR                      |
| 27529 -          | 2000 HJ64    | 26 tháng 4 năm 2000  | Anderson Mesa | LONEOS                      |
| 27530 -          | 2000 HC66    | 26 tháng 4 năm 2000  | Anderson Mesa | LONEOS                      |
| 27531 -          | 2000 HH66    | 26 tháng 4 năm 2000  | Anderson Mesa | LONEOS                      |
| 27532 -          | 2000 HL66    | 26 tháng 4 năm 2000  | Anderson Mesa | LONEOS                      |
| 27533 -          | 2000 HP70    | 26 tháng 4 năm 2000  | Anderson Mesa | LONEOS                      |
| 27534 -          | 2000 HB76    | 27 tháng 4 năm 2000  | Socorro       | LINEAR                      |
| 27535 -          | 2000 HL76    | 27 tháng 4 năm 2000  | Socorro       | LINEAR                      |
| 27536 -          | 2000 HY77    | 28 tháng 4 năm 2000  | Socorro       | LINEAR                      |
| 27537 -          | 2000 HZ83    | 30 tháng 4 năm 2000  | Anderson Mesa | LONEOS                      |
| 27538 -          | 2000 HB89    | 29 tháng 4 năm 2000  | Socorro       | LINEAR                      |
| 27539 -          | 2000 HB97    | 27 tháng 4 năm 2000  | Anderson Mesa | LONEOS                      |
| 27540 -          | 2000 HA100   | 27 tháng 4 năm 2000  | Anderson Mesa | LONEOS                      |
| 27541 -          | 2000 JU2     | 3 tháng 5 năm 2000   | Socorro       | LINEAR                      |
| 27542 -          | 2000 JB11    | 3 tháng 5 năm 2000   | Socorro       | LINEAR                      |
| 27543 -          | 2000 JC13    | 6 tháng 5 năm 2000   | Socorro       | LINEAR                      |
| 27544 -          | 2000 JR14    | 6 tháng 5 năm 2000   | Socorro       | LINEAR                      |
| 27545 -          | 2000 JX16    | 5 tháng 5 năm 2000   | Socorro       | LINEAR                      |
| 27546 -          | 2000 JB17    | 5 tháng 5 năm 2000   | Socorro       | LINEAR                      |
| 27547 -          | 2000 JW20    | 6 tháng 5 năm 2000   | Socorro       | LINEAR                      |
| 27548 -          | 2000 JY22    | 7 tháng 5 năm 2000   | Socorro       | LINEAR                      |
| 27549 -          | 2000 JF23    | 7 tháng 5 năm 2000   | Socorro       | LINEAR                      |
| 27550 -          | 2000 JC24    | 7 tháng 5 năm 2000   | Socorro       | LINEAR                      |
| 27551 -          | 2000 JU31    | 7 tháng 5 năm 2000   | Socorro       | LINEAR                      |
| 27552 -          | 2000 JZ32    | 7 tháng 5 năm 2000   | Socorro       | LINEAR                      |
| 27553 -          | 2000 JB39    | 7 tháng 5 năm 2000   | Socorro       | LINEAR                      |
| 27554 -          | 2000 JM39    | 7 tháng 5 năm 2000   | Socorro       | LINEAR                      |
| 27555 -          | 2000 JT43    | 7 tháng 5 năm 2000   | Socorro       | LINEAR                      |
| 27556 -          | 2000 JO54    | 6 tháng 5 năm 2000   | Socorro       | LINEAR                      |
| 27557 -          | 2000 JP55    | 6 tháng 5 năm 2000   | Socorro       | LINEAR                      |
| 27558 -          | 2000 JW55    | 6 tháng 5 năm 2000   | Socorro       | LINEAR                      |
| 27559 -          | 2000 JB66    | 6 tháng 5 năm 2000   | Socorro       | LINEAR                      |
| 27560 -          | 2000 JK81    | 8 tháng 5 năm 2000   | Socorro       | LINEAR                      |
| 27561 -          | 2000 KJ1     | 24 tháng 5 năm 2000  | Črni Vrh      | Črni Vrh                    |
| 27562 -          | 2000 KJ54    | 27 tháng 5 năm 2000  | Anderson Mesa | LONEOS                      |
| 27563 -          | 2000 KD60    | 25 tháng 5 năm 2000  | Anderson Mesa | LONEOS                      |
| 27564 -          | 2000 KE77    | 27 tháng 5 năm 2000  | Socorro       | LINEAR                      |
| 27565 -          | 2000 KX81    | 24 tháng 5 năm 2000  | Anderson Mesa | LONEOS                      |
| 27566 -          | 2000 LX32    | 4 tháng 6 năm 2000   | Socorro       | LINEAR                      |
| 27567 -          | 2000 OK36    | 24 tháng 7 năm 2000  | Socorro       | LINEAR                      |
| 27568 -          | 2000 PT6     | 4 tháng 8 năm 2000   | Socorro       | LINEAR                      |
| 27569 -          | 2000 QW122   | 25 tháng 8 năm 2000  | Socorro       | LINEAR                      |
| 27570 -          | 2000 QA150   | 25 tháng 8 năm 2000  | Socorro       | LINEAR                      |
| 27571 -          | 2000 QT204   | 31 tháng 8 năm 2000  | Socorro       | LINEAR                      |
| 27572 -          | 2000 QS227   | 31 tháng 8 năm 2000  | Socorro       | LINEAR                      |
| 27573 -          | 2000 RU2     | 1 tháng 9 năm 2000   | Socorro       | LINEAR                      |
| 27574 -          | 2000 RT16    | 1 tháng 9 năm 2000   | Socorro       | LINEAR                      |
| 27575 -          | 2000 RX29    | 1 tháng 9 năm 2000   | Socorro       | LINEAR                      |
| 27576 -          | 2000 RM70    | 2 tháng 9 năm 2000   | Socorro       | LINEAR                      |
| 27577 -          | 2000 RZ76    | 8 tháng 9 năm 2000   | Socorro       | LINEAR                      |
| 27578 -          | 2000 SX142   | 23 tháng 9 năm 2000  | Socorro       | LINEAR                      |
| 27579 -          | 2000 TA29    | 3 tháng 10 năm 2000  | Socorro       | LINEAR                      |
| 27580 -          | 2000 UJ23    | 24 tháng 10 năm 2000 | Socorro       | LINEAR                      |
| 27581 -          | 2000 UR26    | 24 tháng 10 năm 2000 | Socorro       | LINEAR                      |
| 27582 -          | 2000 UJ50    | 24 tháng 10 năm 2000 | Socorro       | LINEAR                      |
| 27583 -          | 2000 UF72    | 25 tháng 10 năm 2000 | Socorro       | LINEAR                      |
| 27584 -          | 2000 UH99    | 25 tháng 10 năm 2000 | Socorro       | LINEAR                      |
| 27585 -          | 2000 VN1     | 1 tháng 11 năm 2000  | Socorro       | LINEAR                      |
| 27586 -          | 2000 XH34    | 4 tháng 12 năm 2000  | Socorro       | LINEAR                      |
| 27587 -          | 2000 XG39    | 4 tháng 12 năm 2000  | Socorro       | LINEAR                      |
| 27588 -          | 2000 YP10    | 22 tháng 12 năm 2000 | Socorro       | LINEAR                      |
| 27589 -          | 2000 YV95    | 30 tháng 12 năm 2000 | Socorro       | LINEAR                      |
| 27590 -          | 2000 YO132   | 30 tháng 12 năm 2000 | Anderson Mesa | LONEOS                      |
| 27591 -          | 2001 AL15    | 2 tháng 1 năm 2001   | Socorro       | LINEAR                      |
| 27592 -          | 2001 AL44    | 14 tháng 1 năm 2001  | Kvistaberg    | Uppsala-DLR Asteroid Survey |
| 27593 -          | 2001 CA13    | 1 tháng 2 năm 2001   | Socorro       | LINEAR                      |
| 27594 -          | 2001 CZ19    | 1 tháng 2 năm 2001   | Socorro       | LINEAR                      |
| 27595 -          | 2001 CR42    | 13 tháng 2 năm 2001  | Socorro       | LINEAR                      |
| 27596 -          | 2001 DH      | 16 tháng 2 năm 2001  | Desert Beaver | W. K. Y. Yeung              |
| 27597 -          | 2001 DF14    | 19 tháng 2 năm 2001  | Socorro       | LINEAR                      |
| 27598 -          | 2001 DZ28    | 17 tháng 2 năm 2001  | Socorro       | LINEAR                      |
| 27599 -          | 2001 FN2     | 18 tháng 3 năm 2001  | Socorro       | LINEAR                      |
| 27600 -          | 2001 FB26    | 18 tháng 3 năm 2001  | Socorro       | LINEAR                      |